# 11日戦争
11日戦争（11にちせんそう）は、第一次世界大戦の東部戦線における中央同盟国の最後の攻勢である。ファウストシュラーク作戦（ドイツ語: Operation Faustschlag）として発動された。ロシア革命とロシア内戦の余波を受け、ロシア軍はもはや抵抗する事もできなくなっていた。それゆえ中央同盟国はバルト三国、ベラルーシ、ウクライナの莫大な領域を占領するに至り、ボリシェヴィキはブレスト＝リトフスク条約を調印させられる事になった。

## 背景
ボリシェヴィキは十月革命によりロシアの権力の座につき、第一次世界大戦からの離脱を全世界に宣言した。1917年12月3日からブレスト＝リストフクにて、ソビエトと中央同盟国の間で停戦交渉が始まり、12月17日から戦闘停止が有効になった。12月22日から和平交渉が続けて行われた。
交渉が始まり、中央同盟国は1914年から1916年の間に占領した、ポーランド、リトアニア、西ラトビアの領土を要求した。ボリシェヴィキはこの提案を受諾しないことを決定し、交渉を長引かせて時間を稼ごうとしたため、停戦協定は破棄された。ロシア代表団のレフ・トロツキーは交渉を遅らせる事で、ドイツ革命が起き、ドイツが戦争から離脱する事を期待していた。
トロツキーは戦争継続派と即時講和派の中間の立場を取っていたが、1月28日にソビエトロシアは戦争が終わったと宣言した。この宣言は既に西部戦線に兵を送り始めたドイツ軍にとって受け入れ難いものであった。ドイツ軍の参謀であったホフマン将軍は2月9日にウクライナ人民共和国と平和条約を結び、2月17日にはロシアとの休戦を破棄した。
交渉が進められている間、赤軍の司令官のニコライ・クルィレンコはロシア軍の民主化と動員解除を監督しており、軍の司令官を投票で決め、全ての階級を廃止し、兵士を故郷へと帰していた。1月29日にクルィレンコは全軍に対して民主化を命令した。

## 攻勢

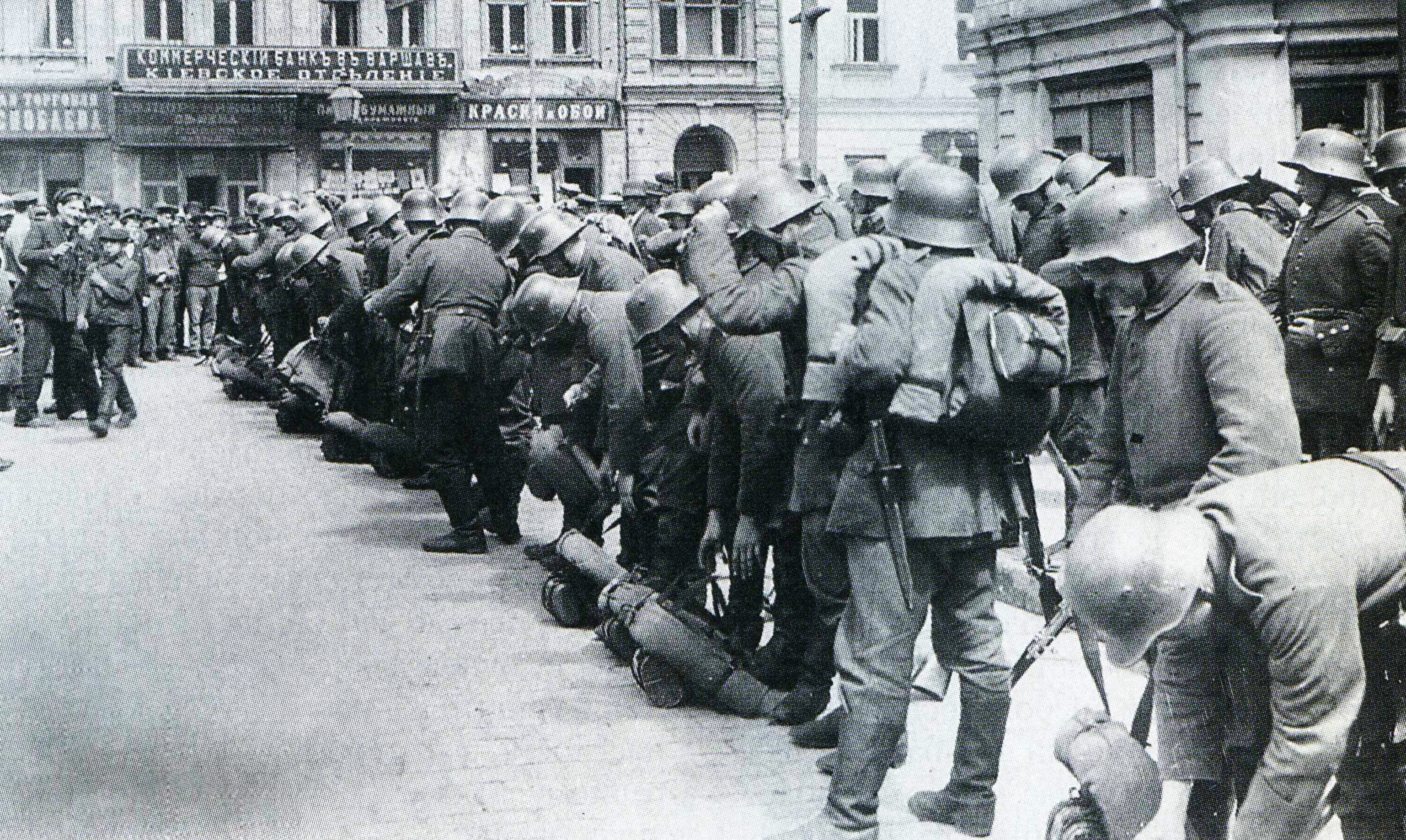
1918年3月、キエフのドイツ軍

2月18日、ドイツ軍とオーストリア・ハンガリー軍は53個師団を率いて、3方向から攻勢を開始した。北方軍はプスコフからナルヴァへ、中央軍はスモレンスクへ、南方軍はキエフへそれぞれ進軍した。
北方軍は16個師団から構成されており、攻勢の初日にダウガフピルスを占領した。さらにプスコフにも進軍し、2月28日にはナルヴァを占領した。中央軍はドイツ第19軍と第41軍団から構成されており、スモレンスクへと進軍した。2月21日にはミンスクを占領し、ロシアの西方軍集団の司令官を捕虜とした。南方軍はロシアの残存する南西方面軍集団を突破し、2月24日にはジトーミルを占領した。3月2日にキエフは防衛されており、翌日にはウクライナ中央評議会の軍がキエフに到着した。
中央同盟軍は大した抵抗もなく、1週間で240kmも前進した。ドイツ軍はペトログラードから160kmの地点まで進出したため、ソビエトは首都をペトログラードからモスクワに遷都した。この戦いはドイツの兵士がロシアの鉄道を使って東に進出したため、鉄道戦争とも呼ばれている。ホフマンは2月22日の日記で以下のように記載している。

### 政治的影響
ドイツ軍の攻撃は継続され、レフ・トロツキーはペトログラードへと戻った。多くの指導者は軍の崩壊により、ロシアが全く抵抗できないにもかかわらず、戦争の継続を臨んだ。ウラジーミル・レーニンは、攻勢はより激しいものとなるため、ドイツの要求を受け入れるべきであるとソビエトの指導者に訴えた。レーニンを支持するものとして、レフ・カーメネフ、グリゴリー・ジノヴィエフ、ヨシフ・スターリンがいた。
嵐のようなレーニンの議会の支配が終わった後、ドイツの講和を受け入れる議決が166票中、85票獲得し、可決された。中央委員会も7人の賛成と6人の反対の僅差で可決された。そしてトロツキーもドイツの降伏を受け入れるように考えを改め、3月3日にボリシェヴィキはブレスト＝リトフスク条約に調印した。
2月23日にドイツ軍はレヴァルに到着し、翌日エストニア救済委員会はエストニアからの独立を宣言した。ドイツの占領軍はエストニアの政府を認めず、ドイツの占領局を設置した。
2月24日、全露ソヴィエト中央執行委員会がドイツの提示した講和条件の受諾を伝えた。

## 結果

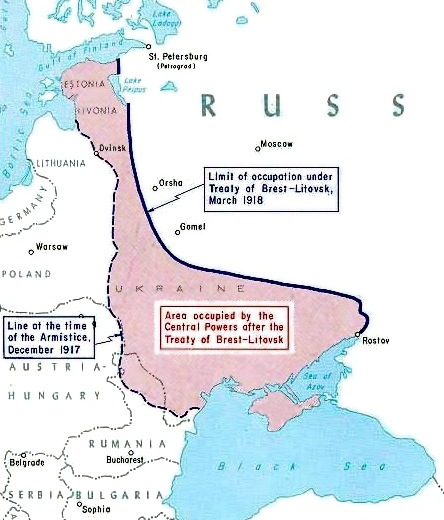
ブレスト＝リトフスク後の国境線

ボリシェヴィキの降伏により中央同盟国のナルヴァから北ウクライナに至る戦線での進軍は止まった。ボリシェヴィキはブレスト＝リトフスク条約で、南ロシアの全ての領土を放棄した。次の数週間で、中央同盟国の南方軍は800km以上進軍し、全ウクライナを占領した。
ドイツ軍はコーカサスとフィンランドでは作戦を継続させており、フィンランド内戦では白衛軍を支援した。条約の締結により、バルト海の海軍はクロンシュタットを除き、全てドイツ軍に引き渡されており、オデッサの黒海艦隊は武装解除した上で、係留させられた。ボリシェヴィキは63万人のオーストリア・ハンガリー帝国の捕虜返還に同意した。
ブレスト＝リトフスク条約によりソビエトロシアはエストニア、ラトビア、リトアニア、ポーランド、ベラルーシ、ウクライナを放棄し、ロシアの影響を受けず、各国が独立して発展する事を可能にした。ドイツはこれらの国を自らの衛星国にする事を計画したが、西部戦線での敗北により計画は消滅した。そのため、ウクライナ、ベラルーシ、コーカサスの地域にて、ポーランド、フィンランド、バルト3国が独立する事になった。
ボリシェヴィキ内で、レーニンの地位は盤石であったが、ドイツ軍がバルト方面に進軍したため、3月12日にレーニンは首都をペトログラードからモスクワへ遷都した。ブレスト＝リトフスク条約についての議論は強く抑圧され、レーニンは二度とブレスト＝リトフスク条約受諾の様な政治的リスクの高い選択をすることはなかった。